# 菲埃-阿洛希利亚尔
菲埃-阿洛希利亚尔（義大利語：Fiè allo Sciliar），是意大利博尔扎诺-上阿迪杰自治省的一个市镇。总面积44平方公里，人口3427人，人口密度77.9人/平方公里（2009年）。ISTAT代码为021031。